# Water-polo aux Jeux olympiques d'été de 1952
Navigation
Londres 1948 Melbourne 1956
Résultats du tournoi olympique de water-polo aux Jeux olympiques d'été de 1952 à Helsinki.
| Podiums | Or      | Argent      | Bronze |
| Hommes  | Hongrie | Yougoslavie | Italie |

## Équipes

### Équipe de Hongrie
László Jeney, György Vízvári, Dezső Gyarmati, István Hasznos, György Kárpáti, Róbert Antal, Dezső Fábián, Kálmán Markovits, Károly Szittya, Dezső Lemhényi, Miklós Martin, Antal Bolvári, István Szívós.

### Équipe de Yougoslavie
Zdravko-Ćiro Kovačić, Veljko Bakašun, Ivo Štakula, Zdravko Ježić, Ivo Kurtini, Boško Vuksanović, Lovro Radonjić, Vladimir Ivković, Marko Brainović.

### Équipe d'Italie
Raffaello Gambino, Cesare Rubini, Maurizio Mannelli, Geminio Ognio, Gildo Arena, Renato De Sanzuane, Carlo Peretti, Renato Traiola, Vincenzo Polito, Salvatore Gionta, Lucio Ceccarini.